# Östlicher Adambauerbach
Der Östliche Adambauerbach ist ein gut 1,0 Kilometer langer Bach im Gebiet der Marktgemeinde Semriach im Bezirk Graz-Umgebung in der Steiermark. Er entspringt im östlichen Grazer Bergland am südlichen Hang des Windhofkogels und mündet dann von rechts kommend in den Rötschbach.

## Verlauf
Der Östliche Adambauerbach entsteht in einem Waldgebiet am südlichen Hang des Windhofkogels auf etwa 891 m ü. A. direkt südwestlich der Streusiedlung Oberer Windhof und östlich der Streusiedlung Windhof.
Der Bach fließt anfangs im Waldgebiet relativ gerade nach Südwesten. Nach etwa 210 Meter unterquert er eine Straße und ändert seinen Kurs nach Südsüdwesten. Dabei fließt er am  Ortsteil Mittlerer Windhof vorbei. Nach rund 400 Metern auf diesem Kurs biegt der Östliche Adambauerbach erneut nach Südwesten ab. Er fließt dabei für etwa 200 Meter in einem flachen Linksbogen, ehe er den von rechts kommenden Westlichen Adambauerbach aufnimmt. Nach dessen Einmündung schwenkt der Östliche Adambauerbach erneut auf einen Südsüdwestkurs ein, auf dem er auch bis zu seiner Mündung bleibt. Der Östliche Adambauerbach fließt durch einen Graben, der im Westen und Osten von Ausläufern des Windhofkogels gebildet wird.
Der Östliche Adambauerbach mündet nach gut 1,0 Kilometer langem Lauf mit einem mittleren Sohlgefälle von rund 16 % etwa 170 Höhenmeter unterhalb seines Ursprungs etwa 30 Meter südwestlich einer Straße, etwa 640 Meter südlich des Ortsteils Mittlerer Windhof und etwa 780 Meter nordwestlich der Streusiedlung Oberrötschbach in den als Oberer Rötschbach bezeichneten Oberlauf des Rötschbaches.
Auf seinem Lauf nimmt der Östliche Adambauerbach neben dem Westlichen Adambauerbach keine weiteren Wasserläufe auf.